# Маріт Бергер Ресланн
Маріт Бергер Ресланн (норв. Marit Berger Røsland) — норвезька політична діячка і юрист, член партії «Хейре», міністр європейських справ і північної кооперації Норвегії з 2017 року.

## Життєпис
Ресланн має ступінь кандидата юридичних наук Університету Осло. З 2006 року працювала в компанії «Wiersholm, Mellbye & Бех.» Також Ресланд була суддею в окружному суді Осло у 2009—2010 роках.
З 1998 року — член молодіжного крила партії «Хейре». Маріт була секретарем уповноваженого з добробуту і соціальних послуг у 2002 році, політичним радником у Міністерстві закордонних справ з 2003 по 2005 рік, членом міської ради Осло з 2003 по 2007 рік.
З 17 жовтня 2014 року була секретарем прем'єр-міністра Ерни Солберг.
23 вересня 2016 року була призначена державним секретарем Берге Бренде в Міністерстві закордонних справ.
20 жовтня 2017 року отримала посаду міністра європейських справ і північної кооперації в кабінеті Ерни Солберг.